# 大念寺 (茨木市)
大念寺（だいねんじ）は、大阪府茨木市安威にある浄土宗知恩院派の寺院。

## 歴史
『摂州島下郡阿威山大織冠堂縁並序』（宝暦11年・1761年）によると、大織冠藤原鎌足の長男定慧の開基と伝え、中世には大織冠堂と称したという。
その後、天正年中（1573～1592年）京都府乙訓郡の浄土宗大念寺から専誉が移住し、念仏道場として再興された。享保6年（1721年）、往誉が中興。

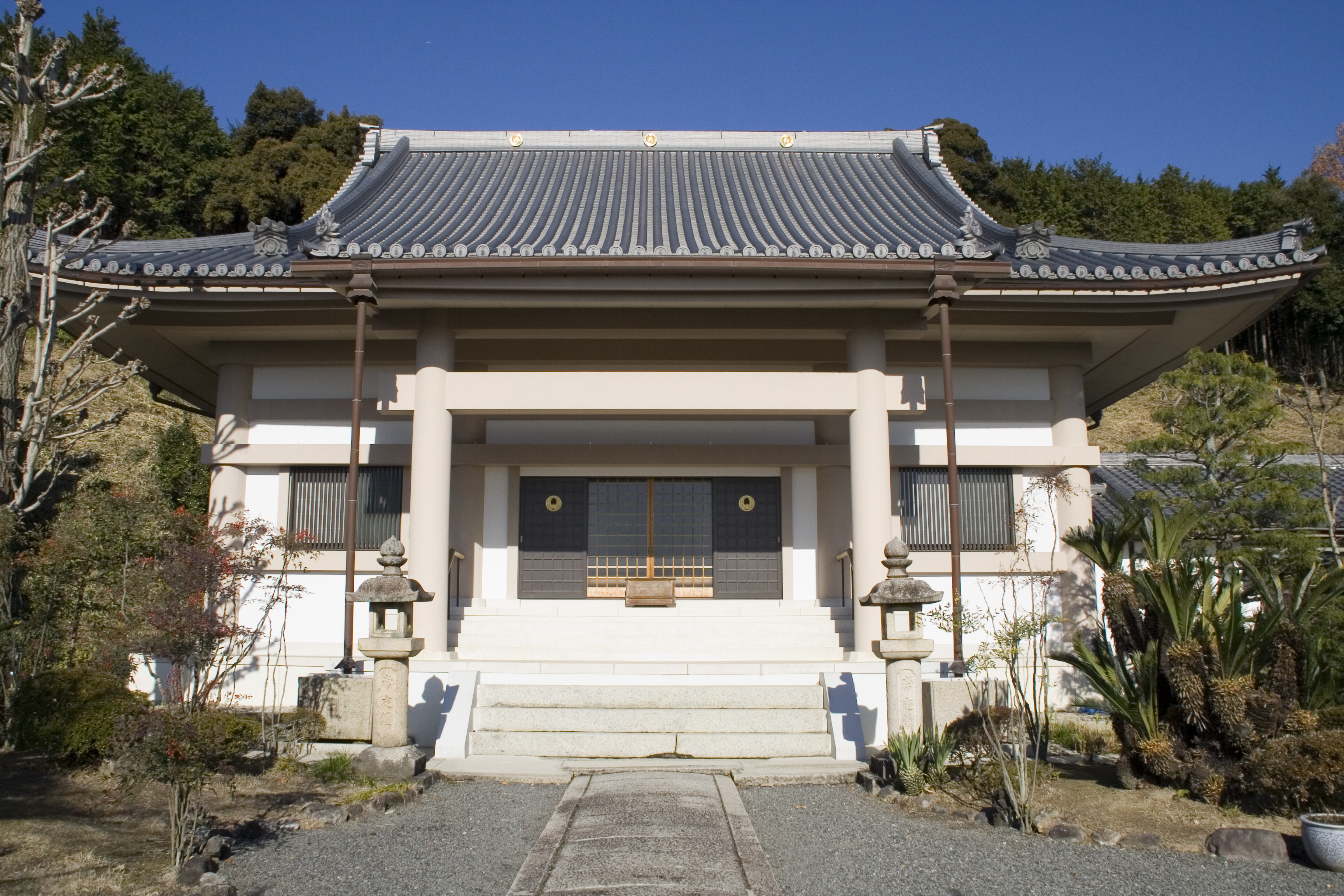
本堂

昭和49年（1974年）新築。

## 文化財
- 木造毘沙門天立像（平安時代）　茨木市指定文化財　彫刻第1号　（平成10年4月1日指定）　
本堂須弥壇右脇に安置。針葉樹の寄木造で、細長で腰高と平安後期の天部像の特色を示す。明治初年まで隣の藤原鎌足勧請とされる阿為神社に伝来し、神仏分離で当寺に移された。像高97.0ｃｍ。
- 木造地蔵菩薩立像（平安時代）
本堂右脇の間に、中興専誉上人像、毘沙門天像とともに安置。雨乞い地蔵と称された広葉樹の一木造。像高89.7ｃｍ。
- 大日釈迦涅槃像　（平安時代）
- 絹本阿弥陀三尊来迎図　（南北朝時代～室町時代）
皆金色の三尊は踏割蓮華に立ち、画面左上に尾を曳く白雲に乗って来迎す。98.0×37.2ｃｍ。
- 宝篋印塔　（南北朝時代）
高142.5ｃｍ。相輪の第六輪以上を欠失するが、他は造立当時のままに残っている。地元の花崗岩を使用。

## 行事
- 彼岸施餓鬼法要（春・秋彼岸の中日）
- 十夜会（11月初旬）